# Тихон (Жиляков)
Тихон (Жиляков) (у миру Жиляков Микола Вікторович; *9 липня 1968 Алчевськ — †18 лютого 2011) — єпископ Російської православної церкви; єпископ Кременчуцький і Лубенський УПЦ МП. Росіянин.

## Біографія
1985 закінчив ЗШ № 9 в Алчевську. 1990 — Комунарський Гірничо-металургійний Інститут (нині Донбаський державний технічний університет). Далі в аспірантурі КГМІ.
З червня 1992 паламар при Свято-Микільському соборі міста Алчевськ. Тоді ж єпископом (нині митрополитом Луганським і Алчевським) Іоанникієм висвячений у диякона. 13 травня 1993 пострижений у мантію з ім'ям Тихон на честь святителя Тихона, Патріарха Московського.
22 травня 1993 — священик РПЦ.
1998 року закінчив Київську духовну семінарію.
Священницьке служіння до 2006 року проходив у Свято-Микільському і Свято-Покровському храмах міста Алчевська.
2006 священик храму на честь Почаївської ікони Божої Матері у місті Рубіжне.
У Алчевську 2002 бере участь у створенні благодійної організації «Сестринство милосердя в ім'я святої преподобномучениці великої княгині Єлизавети» і відкритті каплиці при міському онкологічному диспанцері. Кілька років був телеведучим щотижневої телепрограми «Джерело».
У місті Рубіжне брав участь у будівництві й облаштуванні двох храмів (Почаївської ікони Божої Матері й Свято-Серафимівського) і трьох каплиць (Свято-Микілької при ГУВС, Свято-Серафимівської у селі Стара Краснянка й на честь ікони Божої Матері «Неупиваемая Чаша» у мікрорайоні Південна група міста Рубіжне).
З 2006 викладає курс «Християнська етика» в одинадцяти школах міста Рубіжне.
З 2008 року — співробітник Відділу релігійної освіти та катехізації Сєверодонецької єпархії.
11 січня 2009 — архімандрит.
Рішенням Священного Синоду УПЦ 24 листопада 2009 призначений єпископом Кременчуцьким і Лубенським РПЦ.
29 листопада 2009 року — архієрейська хіротонія в Трапезному храмі Свято-Успенської Києво-Печерської Лаври.
Проте вже 18 лютого 2011 єпископ Кременчуцький і Лубенський Тихон помер на 43 році життя.
20 лютого 2011 відспівали у Свято-Успенському кафедральному соборі міста Кременчук. Були архієпископ Криворізький і Нікопольський Єфрем, єпископ Сумський Євлогій, Новомосковський Євлогій. Поховали на території кафедрального собору, за вівтарною частиною.